# Notocerura spiritalis
Notocerura spiritalis är en fjärilsart som beskrevs av William Lucas Distant 1899. Notocerura spiritalis ingår i släktet Notocerura och familjen tandspinnare. Inga underarter finns listade i Catalogue of Life.